# Robert Henley (1. hrabia Northington)
Robert Henley, 1. hrabia Northington (ur. 1708, zm. 14 stycznia 1772) – brytyjski prawnik i polityk, Lord Kanclerz w latach 1757–1766.
Był drugim synem Anthony’ego Henleya, pisarza i deputowanego z ramienia partii wigów. Robert kształcił się w Westminster School oraz w St John’s College na Uniwersytecie Oksfordzkim. Po uzyskaniu członkostwa w All Souls College został w 1732 r. powołany do korporacji prawniczej. W 1747 r. został wybrany do Izby Gmin jako reprezentant okręgu Bath.
W 1756 r. otrzymał stanowisko prokuratora generalnego Anglii i Walii. W 1757 r. został Lordem Strażnikiem Wielkiej Pieczęci (od 1761 r. urząd nosił nazwę Lorda Kanclerza). Mimo iż wciąż zasiadał w Izbie Gmin, z racji sprawowanego stanowiska Henley przewodniczył obradom Izby Lordów. Dopiero w 1760 r. otrzymał tytuł 1. barona Henley i zasiadł w izbie wyższej. W 1764 r. otrzymał tytuły hrabiego Northington i wicehrabiego Henley. Jako Lord Wielki Stewart dwukrotnie przewodził sądowi parów – w 1760 r. skazał na śmierć lorda Ferrersa za zabicie służącego, a w 1765 r. uznał za winnego lorda Byrona, który zabił w pojedynku Williama Chawortha.
Jako stronnik króla Jerzego III przyczynił się w 1766 r. do upadku gabinetu lorda Rockinghama i postawienia na czele rządu lorda Chathama. W nowym gabinecie Northington objął stanowisko Lorda Przewodniczącego Rady, ale zrezygnował z niego w 1767 r. i opuścił gabinet.
Zmarł w 1772 r. w swojej rezydencji w hrabstwie Hampshire. Od 1743 r. był żonaty z Jane Huband, córką sir Johna Hubanda. Miał z nią trzech synów i pięć córek. Tytuł parowski odziedziczył jego najstarszy syn, Robert.